# نفرت
نُفرت هي أميرة مصرية عاشت في مصر القديمة خلال الأسرة المصرية الرابعة، نُفرت تعني «الجميلة».

## سيرة شخصية
والدا نُفرت غير معروفين. تزوجت نوفرت من الأمير رحتب، ابن الفرعون سنفرو. لديها ثلاث بنات وثلاثة أبناء من رحتب.
دفنت نفرت مع زوجها في المصطبة 16 في ميدوم. في عام 1871 من قبل دانينوس، تم العثور على تماثيل جميلة لرحتب ونوفرت. تم تصوير نوفرت بشعر مستعار أسود ووجه نزيه للغاية. ألقابها بالهيروغليفية على ظهر كرسيها تسميها «معرفة الملك». التماثيل موجودة الآن في متحف القاهرة. كانت مصطبة الزوجين تحتوي على غرفتي دفن ومصليتين للعبادة. كانت كنيسة العبادة الجنوبية تابعة لرحتب، وهي الكنيسة الشمالية لنوفرت. هنا صورت مع رحوتب أمام مائدة قرابين. يوفر لها النقش فوق المشهد عنوانًا ثانيًا: miteret (الترجمة غير معروفة حتى اليوم).

## الأطفال
أبناء نفرت ورحتب. كان لديهم جميعًا نفس الرتبة:
- «معرفة الملك» جدي
- «معرفة الملك» إتو
- «معرفة الملك» نيفركاو
- «معرفة الملك» ميريت
- «معرفة الملك» نجيميب
- «معرفة الملك» ستيت [1]

## التمثالان نفرت ورحتب
يحتوي تمثال الأمير رحتب على ستة أعمدة من النص المصري القديم، يسمي ألقابه وواجباته، مع عمودين ثلاثة وستة، وينتهي كل منهما باسمه رع حتب. يحتوي نُفرت على نصوص متطابقة، عمود واحد يمينًا ويسارًا. يظهر اسمها في الأسفل مع تحديد كلمة «نساء».

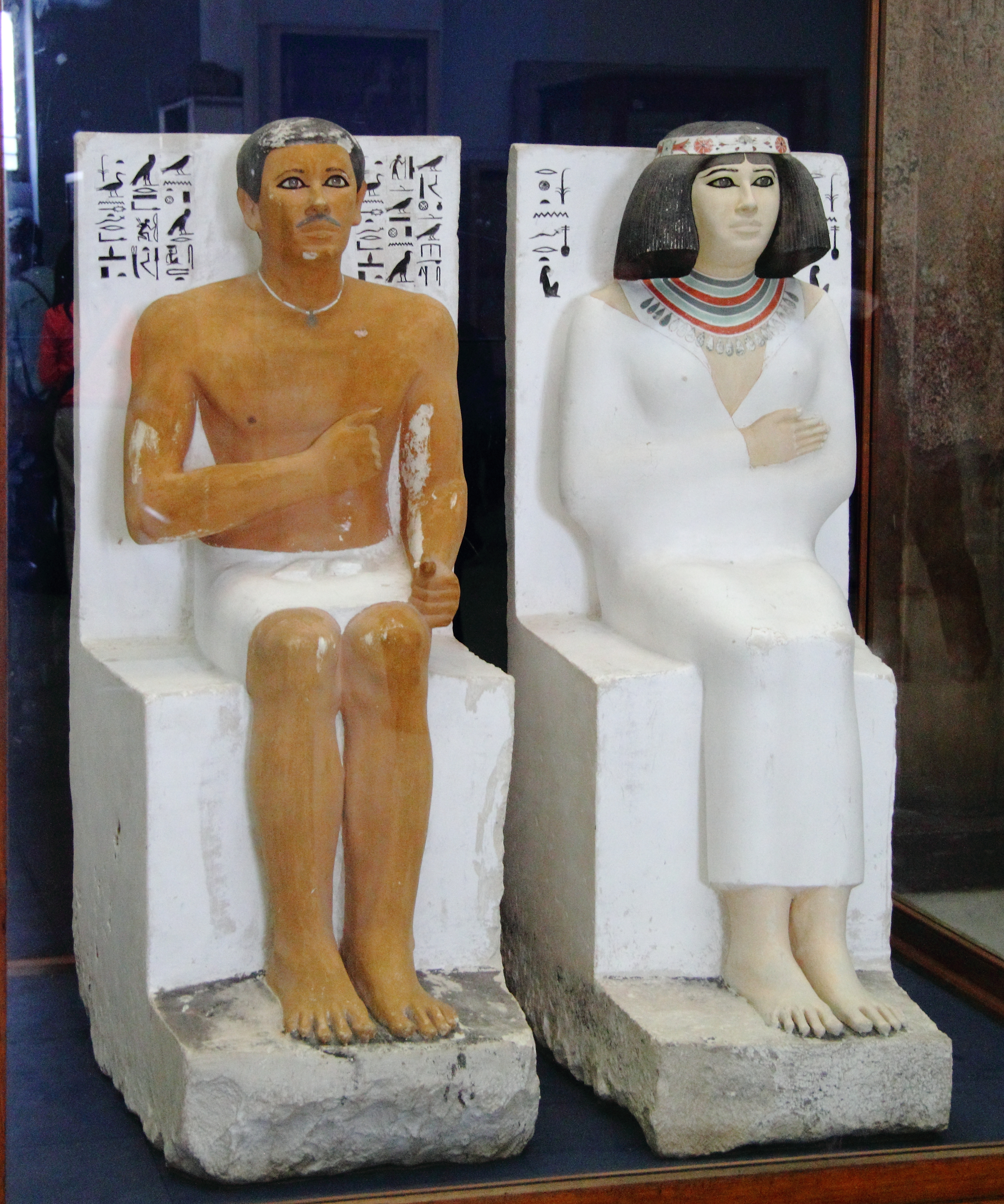
(تمثال 1 + 2) الزوج: رع حتب ونوفرت
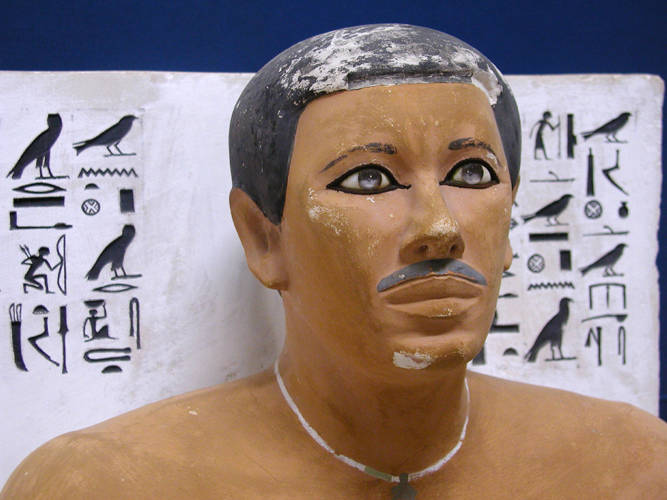
رع حتب

## الطوابع والمسكوكات
صورت نوفرت على الطوابع المصرية لعام 1958  و 1989  و 2000 (التكلفة 20 قرشًا مصريًا؛ رقم 1669)  وعلى طابع الفجيرة لعام 1966 (تمثال مزدوج). الورقة النقدية فئة 20 جنيهاً مصرياً عليها علامة مائية تصور رأس صورة نحتية لنوفرت.